# Wojciech Rosiński
Wojciech Rosiński (ur. 21 lutego 1955 roku w Inowrocławiu) – polski koszykarz, wielokrotny reprezentant kraju, olimpijczyk, uczestnik Uniwersjady  1977 roku, wychowanek Noteci Inowrocław.

## Życiorys
W latach 1977–1981 występował w reprezentacji narodowej. Rozegrał w niej 61 spotkań, zdobywając 236 punktów. W tym czasie zaliczył udział w Letnich Igrzyskach Olimpijskich (Moskwa, 1980) oraz dwukrotnie w mistrzostwa Europy (1979, 1981). Podczas Igrzysk biało-czerwoni zajęli wtedy siódmą lokatę, podobnie jak i na mistrzostwach Europy z jego udziałem. W 1974 roku z klubem mistrza Polski, Wybrzeże Gdańsk, w barwach którego występował przez kolejną dekadę, zdobywając po drodze 3 medale mistrzostw Polski oraz tyle samo pucharów kraju. W lidze rozegrał 243 spotkania, zapisując na swoim koncie 3843 punkty. Po zakończeniu kariery w Polsce, wyjechał na Węgry, gdzie kontynuował występy przez kolejne 7 lat. 
Aktualnie mieszka w Chełmży. Jest absolwentem gdańskiej AWF oraz ojcem syna Marcina i córki Dominiki. Jest również dyrektorem Gimnazjum w Głuchowie.

## Osiągnięcia i wyróżnienia

### Klubowe
- Mistrz Polski (1978)
- Wicemistrz Polski (1980)
- Brązowy medalista mistrzostw Polski (1975)
- 3-krotny zdobywca Pucharu Polski (1976, 1978–1979)
- Uczestnik FIBA All-Star Game (1981)

### Reprezentacja
- Uczestnik Igrzysk Olimpijskich (1980 - Moskwa)
- 2-krotny uczestnik mistrzostw Europy (1979, 1981)
- wieloletni reprezentant Polski (1977-81)